# Православна епископска конференција Скандинавије
Православна епископска конференција Скандинавије (швед. Den ortodoxa biskopskonferensen för Skandinavien) је координационо тело Православних епископа, који представљају помесне православне Цркве у Скандинавији.
Сабор је формиран 10. јануара 2011. године у Стокхолму, на основу одлуке Четврте предсаборске свеправославне конференције одржане у Шамбезију (Швајцарска) у периоду 6—12. јун 2009, где су се састали представници свих признатих православних аутокефалних цркава.
Циљ оваквих сабрања је да отвори нове начине сведочења црквеног јединства и представи Православну цркву као духовну снагу присутну у скандинавским земљама.

## Историја
Дана 10. јануара 2011. године у Стокхолму одржан је први састанак православне Саборне Скупштине Скандинавије, којим је председавао митрополит шведски и скандинавски Павле (Меневисоглу), а присуствовали су и архијереји Српске и Румунске православне цркве, епископ Британско-скандинавски Доситеј и епископ северноевропски Макарије (Драг).